# 新潟統括センター
新潟統括センター（にいがたとうかつセンター）は、東日本旅客鉄道（JR東日本）新潟支社の駅・運転士・車掌を所管する組織である。
2024年10月1日に新潟営業統括センター、新潟運輸区、新津運輸区を統合して発足。

## 所管

### 駅
- 新潟駅 - 所長所在駅
- 新津駅
- 上沼垂信号場
- 新発田駅
- 村上駅
- 小国駅

※ 上記は直営駅（有人駅）のみ記載
- 信越本線 : 羽生田駅 - 新潟駅間
- 羽越本線 : 新津駅 - 府屋駅間
- 白新線 : 全線
- 米坂線 : 萩生駅 - 坂町駅間（運休中）
- 磐越西線 : 山都駅 - 新津駅間
- 越後線 : 越後曽根駅 - 新潟駅間

### 乗務員

#### 新潟乗務室
- 新潟駅構内に設置（旧新潟運輸区）
- 担当線区（運転士）
  - 信越本線：直江津駅〜新潟駅間
  - 越後線：全線
  - 弥彦線：全線
  - 白新線：全線
  - 羽越本線：新津駅〜酒田駅間
- 担当線区（車掌）
  - 信越本線：直江津駅〜新潟駅間
  - 越後線：全線
  - 米坂線：全線（運休中）
  - 弥彦線：全線
  - 白新線：全線
  - 羽越本線：新津駅〜村上駅間
  - 磐越西線：新津駅〜馬下駅間
  - 上越線：宮内駅〜越後中里駅間
  - 特急 : しらゆき・いなほ

#### 新津乗務室
- 新津駅構内に設置（旧新津運輸区）
- 担当線区（運転士）
  - 信越本線 : 新潟駅 - 直江津駅間
  - 羽越本線 : 新津駅 - 酒田駅間
  - 越後線 : 新潟駅 - 吉田駅間
  - 白新線 : 全線
  - 磐越西線 : 新津駅 - 会津若松駅間
  - 米坂線 : 全線（運休中）
- 担当線区（車掌）
  - 信越本線 : 新潟駅 - 長岡駅間
  - 羽越本線 : 新津駅 - 村上駅間
  - 白新線 : 全線
  - 越後線 : 全線
  - 磐越西線 : 新津駅 - 会津若松駅間
  - SLばんえつ物語

## 歴史
- 2023年3月1日 - 新潟営業統括センター（新潟、小国、新発田、村上、新津、上沼垂信号場各駅の統合）が発足。
- 2024年10月1日 - 新潟営業統括センターに、新潟運輸区、新津運輸区を統合し、新潟統括センター発足。新潟営業統括センター、新潟運輸区、新津運輸区を廃止する。

| スタブアイコン | サブスタブ | この項目は、まだ閲覧者の調べものの参照としては役立たない、鉄道に関連した書きかけの項目です。この項目を加筆・訂正などしてくださる協力者を求めています（P:鉄道/PJ:鉄道）。 |